# Ian Dixon
Ian Dixon es un deportista británico que compitió en tiro con arco, en la modalidad de arco recurvo.
Ganó tres medallas en el Campeonato Mundial de Tiro con Arco al Aire Libre, en los años 1967 y 1969, y una medalla de oro en el Campeonato Europeo de Tiro con Arco al Aire Libre de 1968.

## Palmarés internacional
| Campeonato Mundial al Aire Libre | Campeonato Mundial al Aire Libre | Campeonato Mundial al Aire Libre | Campeonato Mundial al Aire Libre |
| Año                              | Lugar                            | Medalla                          | Prueba                           |
| -------------------------------- | -------------------------------- | -------------------------------- | -------------------------------- |
| 1967                             | Amersfoort (Países Bajos)        | Medalla de plata                 | Individual                       |
| 1967                             | Amersfoort (Países Bajos)        | Medalla de bronce                | Equipo                           |
| 1969                             | Valley Forge (Estados Unidos)    | Medalla de bronce                | Equipo                           |
| Campeonato Europeo al Aire Libre |                                  |                                  |                                  |
| Año                              | Lugar                            | Medalla                          | Prueba                           |
| 1968                             | Reutte (Austria)                 | Medalla de oro                   | Equipo                           |